# Cabut del Brasil
El cabut del Brasil (Capito dayi) és una espècie d'ocell de la família dels capitònids (Capitonidae) que habita el sud de l'Amazònia, el sud del Brasil i zona limítrofa de Bolívia.